# Ulrich Faßnacht
Ulrich Faßnacht (* 10. Mai 1981 in Münster) ist ein deutscher Schauspieler, Sänger und Regisseur

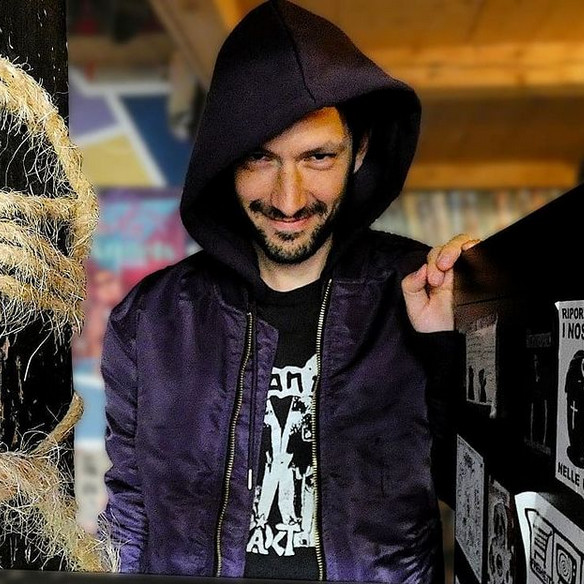

## Leben
Faßnacht wurde am 10. Mai 1981 in Münster geboren und wuchs die ersten 16 Jahre in den Vororten Südmühle, wo er zum Kindergarten ging und Handorf, wo er die Schule besuchte auf. Er besuchte die Kardinal von Galen Grundschule sowie das Gymnasium St. Mauritz und war kurzzeitig Mitglied beim Fußballverein DJK Dyckburg. Nach der achten Klasse wechselte Faßnacht an die Realschule im Kreuzviertel.
Da er wie er selbst sagt, die Schule hasste, und nach Abschluss der 10. Klasse nicht wusste was er machen sollte, absolvierte er ein Freiwilliges soziales Jahr im Westphalenfleiß Wohnheim für Menschen mit Behinderung in Gremmendorf.
1999 zog er für ein Jahr nach Osterode am Harz.
2000 absolvierte er seinen Zivildienst in Bremen.
Von 2001 bis 2004 lebte er auf einem Bauwagenplatz in Cuxhaven.
Von 2004 bis 2008 studierte Faßnacht Schauspiel an der Theaterakademie Köln. Seit 2005 war er in freien Theaterproduktionen zu sehen. 2007 war Faßnacht als Ensemblemitglied im Kindermusical Hexe Lilly zu sehen und zu hören.
Er hatte neben Christoph Letkowski sein Kinodebüt in der Hauptrolle Didi in Chaostage – We Are Punks! (2007) von Tarek Ehlail. Ehlail engagierte ihn ein Jahr später für seinen zweiten Film Gegengerade. 2014 stand er in Maria Hennges Drogendrama Sin+Illy still alive neben Ceci Schuh vor der Kamera 2 Wochen nach Drehschluss begannen die Dreharbeiten für Malte Wirtz Coming of Age Komödie Voll Paula! welcher 2017 eine Fortsetzung Voll Rita erhielt. Des Weiteren kann man Faßnacht in den Kinofilmen Sechzehn mal drei von Chirus Gruder, Familye, Razzmataz von Cedar Wolf, Ab nach Hause von Victor Kunze und Abuha von Evelina Witt sehen. Im Fernsehen war er unter anderem in Der König von Berlin sowie Jan Josef Liefers Honecker und der Pastor zu sehen. 2021 inszenierte er den Kurzfilm The Killing Joke und spielte Helge Schneiders Mendy – das Wusical in Leipzig.
2008 kam er unter die letzten vier Bewerber in der Castingshow Bully sucht die starken Männer für die Rolle Gorm, schied aber in der vorletzten Runde aus. Die Rolle wurde letztlich von Mike Maas übernommen.
Von 2004 bis 2017 war Faßnacht Sänger der Punkband Auweia!. Auweia! tourten in dieser Zeit durch ganz Europa und spielten ca. 500 Shows im In und Ausland. Das erste Auweia! Album There’s no freedom, there’s nur Scheisse! erschien 2010. Außerdem war er in den Bands Chorea Huntington (2013–2015) und Berlin Diskret (2015–2018) aktiv. Er ist auf diversen Veröffentlichungen der Bands NoWhiteRag, Stahlschwester und Hausvabot als Gastsänger vertreten. Ein weiteres Projekt ist Strato Bizzzare, ein Zusammenschluss mit Musikern von Nasty Pack, Die Art, Dividing Lines & Fliehende Stürme.
2015 sprach er Die Goethe Dramatonie, eine Sammlung verschiedener Goethegedichte, unterlegt mit Musik von Hannes Druener und Tom Kornis.
Faßnacht ist zudem seit 2009 Redakteur beim Musikmagazin Plastic Bomb.
Seit der Spielzeit 2023/2024 ist er Ensemble-Mitglied des Jungen Theaters des Stadttheater Bremerhaven.
2022 wurde er auf dem Berlin Indie Film Festival als bester Schauspieler für seine Leistung als Hauptdarsteller in Cedar Wolfs Razzmatazz ausgezeichnet.

## Filmografie (Auswahl)
- 2009: Chaostage – We Are Punks!
- 2010: Gegengerade – 20359 St. Pauli
- 2014: Sin + Illy still alive
- 2014: Voll Paula!
- 2016: Der König von Berlin (Fernsehfilm)
- 2015: Notruf Hafenkante (Fernsehserie, Episode Morgenland)
- 2015: Familiye
- 2017: Voll Rita!
- 2019: Meine Nachbarn mit dem dicken Hund (Fernsehfilm)
- 2020: Razzmatazz
- 2020: Intriga (Short)
- 2020: Killermöwe aus dem All (Short)
- 2021: The Killing Joke (Short)
- 2021: Große Freiheit
- 2022: Ab nach Hause
- 2022: Honecker und der Pastor (Fernsehfilm)
- 2022: Coming of Erk (Spiel, Regie und Drehbuch)
- 2023: Abuha (Spielfilm)
- 2023: Die Q ist ein Tier (Spielfilm)
- 2023: Jokah & Tutty (Comedy-Serie), (1 Folge) Amazon Freevee

## Theater (Auswahl)
- 2006 – And Björk, of course
- 2007 – Suburban Motel (Problemkind + Genie und Verbrechen)
- 2007 – Die Hexe Lilly – Das Musical
- 2008 – Herren
- 2009 – Der Raub der Europa
- 2010 – Perspektive Bahnhof Zoo
- 2020 – Kuscheltier VS. Barbie
- 2021 – Helge Schneiders – Mendy das Wusical
- 2022/2023 – Cyrano de Bergerac
- 2023 – Glanz
- 2023 – Das doppelte Lottchen
- 2024 – Die Biene im Kopf
- 2024 – Die Werkstatt der Schmetterlinge
- 2024 – Wolf
- 2024 – Der goldene Brunnen